# Луис Антонио Тагле
Луис Антонио Гоким Тагле (Имус, 21. јун 1957) је филипински прелат Католичке цркве који тренутно служи као пропрефект Одељења за прву евангелизацију Дикастерија за евангелизацију (бивша Конгрегација за евангелизацију народа) од 5. јуна 2022. и као председник Ревијалне комисије за интердије од 8 децембра 2019. Био је 32. бискуп Маниле од 2011. до 2020. године. Тагле је кардинал-бискуп Сан Фелице да Цанталице а Центоцелле (pro hac vice) и такође служи као председник Католичке библијске федерације, велики канцелар Папског универзитета Урбанијана и као члан различитих одељења и дикастерија у Римској курији +.
Тагле, који генерално више воли да га зову својим надимком „Чито“, а не својом свештеничком титулом, је био укључен у многа друштвена питања на Филипинима, са нагласком на помагању сиромашнима док је бранио противљење Католичке цркве абортусу, контрацепцију, и оно што је назвао „Практични атеизам''. Назван као „азијски Фрања “, често је виђен као представник прогресивног крила Католичке цркве. Тагле је критиковао Католичку цркву због употребе „оштрих речи“ да опише ЛГБТ+ особе, као и разведене и поново венчане католике, за које верује да би требало да буде дозвољено да се причешћују од случаја до случаја. Од Фрањине смрти, Тагле је истакнут као могући кандидат за избор за папу.

## Кардинал
Папа Бенедикт XVI је објавио да подиже надбискупа Тагла у Колегијум кардинала 24. октобра 2012. Сам Тагле је био обавештен претходне ноћи. На тој конзисторији му је додељена титуларна црква Сан Фелице да Цанталице а Центоцелле . Тагле је био седми Филипинац који је проглашен за кардинала Католичке цркве. Када је постао кардинал, био је други најмлађи. 1. децембра 2012, по повратку на Филипине, председавао је мисом захвалности у цркви Сан Фернандо де Дилао у Паку, Манила, којој су присуствовали председник Бенигно Акино III, потпредседник Јејомар Бинај и градоначелник Маниле Алфредо Лим.
Папа Бенедикт XVI је 31. јануара 2013. именовао Тагла за члана председничког комитета Папског савета за породицу и Папског савета за пастирску бригу о мигрантима и путницима.
Тагле су неке новинске организације помињале као могућег кандидата за избор за папу током папске конклаве која је изабрала папу Фрању 2013.
Тагле је предводио национално посвећење Пречистом Срцу Маријином у цркви Сан Фернандо де Дилао 8. јуна 2013.
Након објављивања енциклике папе Фрање Laudato si', Тагле је покренуо кампању на Филипинима за прикупљање потписа за петицију против антропогеног глобалног загревања изазваног емисијом угљен-диоксида.
Пошто је Синод о породици отворио јавну расправу о томе да се разведени и поново венчани католици причешћују, Тагле је рекао да је отворен за саслушање аргумената о том питању. Рекао је: „Имамо принцип у који морамо да верујемо. Али отвореност долази на основу пастирских судова које морате да донесете у конкретним ситуацијама, јер нема два иста случаја.“ Како се ближила седница Синода 2014. године, он је рекао да се нада да се „о пастирству разведених и поново венчаних парова расправља отворено и са добром вољом“, али је нагласио и друге изазове из његовог филипинског искуства, посебно одвајање брачних парова један од другог и њихове деце изазване сиромаштвом и мигом. После синода рекао је:
Говорим у име својих Филипина. У припремној фази, доста сам говорио о сиромаштву и феномену емиграције: два питања која нису искључива за породични контекст утицала су на саму срж породичног живота. У нашој земљи не постоји закон о разводу брака. Али људи се разводе из љубави. Очеви и мајке се растају из љубави према деци и једна од њих одлази на други крај света да ради. Ова одвајања су изазвана љубављу. На Филипинима и земљама погођеним миграцијама, морамо, као Црква, пратити ове људе, помоћи им да буду верни својим женама и мужевима.
Тагле је члан Конгрегације за католичко образовање, Конгрегације за евангелизацију народа, Папског савета за породицу, Папског савета за душобрижништво миграната и путујућих људи, Конгрегације за институте посвећеног живота и друштава апостолског живота, Папског савета за лаике, и Бискупског генералног тајног савета Бискупског саборног савета. 11. јула 2015. године постао је члан Папског савета „Cor Unum“. Папа Фрања га је такође потврдио за председника Католичке библијске федерације 5. марта 2015. године. 14. маја 2015. изабран је за председника Caritas International заменивши кардинала Оскара Родригеза Марадијагу. Рос Даут је критиковао Таглово именовање у публикацији First Things.
У новембру 2022, Тагле и цео одбор Каритаса су смењени због екстерне истраге.
Тагле је био председавајући Епископске комисије за доктрину вере Филипина од 2003. Тагле је професор догматске синтезе на Високој теолошкој школи у Богословији Сан Карлос, надбискупијској великој богословији у Манили, и ванредни професор систематске теологије на Теолошкој школи Лојола Универзитета Атенео де Манила. Такође је предавао у богословској школи Богословије речи у Тагајтају.

## Признања

### Ордени
- Света столица: Орден Светог Сепулчра
- Француска: Орден легије части[30](2024)

### Академска звања
- Далекоисточни универзитет: доктор хуманистичких наука honoris causa (април 2002)[31]
- Колеџ Сан Беда: доктор хуманистичких писама honoris causa (30. март 2012)[32]
- Универзитет Де Ла Сал – Дасмаринас: доктор хуманистичких писама honoris causa (19. јун 2013)[33]
- Универзитет Ксавије – Атенео де Кагајан: доктор хуманих слова honoris causa (1. август 2013)[34]
- Универзитет Санто Томас: доктор хуманистичких писама honoris causa (13. август 2013)[35]
- Универзитет Свети анђео: доктор хуманих слова honoris causa (16. август 2013)[36]
- Универзитет Фордам: доктор хуманистичких писама honoris causa (28. март 2014)[31]
- Аустралијски католички универзитет: доктор хуманистичких писама honoris causa (17. мај 2014.)[37][38]
- Католички универзитет Америке: доктор теологије honoris causa (17. мај 2014) [39]
- Католичка теолошка унија : доктор теологије хонорис цауса (14. мај 2015)[40]
- Универзитет Ла Сал : доктор хуманистичких писама honoris causa (18. септембар 2015)[41]
- Универзитет Атенео де Манила: доктор филозофије хонорис цауса (21. јун 2024)[42]

### Награде
- Изванредан Манилан 2013.[43]
- Фидес награда 2015.[44]
- Брат Телиов Факелдеј, награда FSCПредседничка медаља за изузетан интегритет, заслуге и јавну службу 2015.[45]
- Фордова награда Нотр Дам за људски развој и солидарност 2017.[46]
- Ротари награда за мир 2018.[47]
- Награда оца Хекера за изврсност у евангелизацији 2020. [48]
- Награда за верског вођу католичке верске мреже 2024.[49]

## Спољашне везе
- Римокатоличка надбискупија Маниле Биографија Његове Еминенције Луиса Антонија Таглеа, надбискупа Маниле (архивирана копија 11. новембра 2017.)
- Луис Антонио Тагле на веб-сајту